# Guillem de Foixà
Guillem de Foixà (mitjan segle xii) fou el primer personatge documentat varvassor del llinatge empordanès dels Foixà, vassalls del comte d'Empúries, del castell de Foixà.
El succeïren dos fills seus: Bernat I de Foixà, sense descendència, i Arnau I de Foixà, que seguí la cort reial i va fer testament el 1209.